# خالد اسماعیل
خالد اسماعیل (عربی: خالد اسماعيل مبارك؛ زادهٔ ۷ ژوئیهٔ ۱۹۶۵) بازیکن سابق فوتبال اهل امارات متحده عربی است.
وی از سال ۱۹۸۵ تا ۱۹۹۰ در تیم ملی فوتبال امارات متحده عربی بازی انجام داده است و عضو این تیم در جام جهانی فوتبال ۱۹۹۰ بوده است.